# Fitogeografía de Argentina
La fitogeografía de Argentina es la clasificación fitogeográfica de Argentina en una serie de provincias según sus formaciones vegetales. La clasificación más extendida fue la presentada por Ángel Lulio Cabrera, quien estableció en 1976 trece provincias fitogeográficas basándose en la distribución geográfica de los taxones. La clasificación más actualizada corresponde a 2018, con 50 unidades de vegetación.

## Evolución de la clasificación
Adolf Engler en 1936 dividió la vegetación del planeta sobre la base de los endemismos de las familias de plantas, estableciendo 7 reinos fitogeográficos. Estas regiones fueron muy útiles y se consideran un estándar, aunque los límites exactos pueden variar entre autores. Argentina formaría parte de los reinos Neotropical y Antártico: en la región Antártica se encontrarían elementos florísticos originados en la Antártida geográfica en la época en que se fragmentaba la antigua Gondwana por lo que de alguna forma conecta a la Argentina con Australia (por ejemplo el género Nothofagus se originó en Antártida en esa época y es compartido con Australia), siendo hoy un continente demasiado frío como para albergar la flora que se originó en él. En cambio la región Neotropical estaría más emparentada con el Paleotrópico, en un parentesco más antiguo que el que tiene con América del Norte (la región Neártica), con la que comparte elementos florísticos de origen o dispersión reciente.
Uno de los primeros agrónomos argentinos en utilizar una clasificación del territorio en forma fitogeográfica fue Lorenzo R. Parodi (1934)
Ángel Lulio Cabrera en su trabajo empezado en 1951 y corregido en sucesivas ediciones (1953, 1958, 1971, 1976, y en coautoría con Willink en 1973, 1980) retomó las regiones de Engler, para las cuales el territorio nacional quedaba casi en su totalidad en la región Neotropical (desde las selvas del norte hasta la Patagonia), mientras que sólo la Antártida, las islas Malvinas y Georgias del Sur, y un sector de las laderas del sur de los Andes, quedaban inmersos en la Región Antártica, es decir habían recibido los elementos florísticos de familias originadas en su momento en ese continente. Estas regiones fueron subdivididas por Cabrera en dominios, provincias y distritos fitogeográficos, en sus trabajos explicitó que utilizaba los patrones de distribución geográfica de los taxones inferiores para decidir las divisiones, esto es, la distribución de las familias delimita regiones, los patrones formados por géneros y especies delimitan provincias y demás subterritorios. Sin embargo, la regla la utiliza sólo a grandes rasgos, principalmente por la falta de información sobre elementos florísticos en el país, de forma que en última instancia las regiones fueron justificadas sobre la base de que se correspondían con formaciones ecológicas diferentes con sus correspondientes géneros o especies "clave", asumiendo un patrón de diferencias florísticas en el conjunto de géneros y especies en ellas, y sin entrar en debates sobre qué constituye la categoría de "género" o "especie" ni si algún taxón en particular debería ser ubicado en alguna otra categoría, ni haciendo mención a las estrategias y velocidad de dispersión de cada plan corporal o taxón. El autor es recordado por haber conocido todo el país antes de dividirlo fitogeográficamente en una época en que estaba poco explorado, no existía una tecnología como la que hoy en día nos permite alcanzar con facilidad a conocerlo geográficamente por ejemplo con fotografías satelitales de todo el territorio, y la información florística, tanto en lo que atañe a descripciones como en la distribución geográfica de las especies, era aún más incompleta que en la actualidad, en que todavía no se pueden modelar patrones confiables sobre la base de datos de ocurrencias florísticas.

Regiones fitogeográficas según Parodi (1934[2]).
Regiones fitogeográficas según Cabrera (1976) y comparación con mapas anteriores del mismo autor. Si bien los mapas diferían, apuntaban a ser un esquema simplificado de la misma descripción fitogeográfica.

Tahktajan en 1986publicó una clasificación fitogeográfica mundial que, si bien tenía en su conocimiento los trabajos de Cabrera, difiere en forma significativa en la hipótesis de dónde termina la región Neotropical y dónde comienza la que él llamó "Holantártica", al contrario de Cabrera él ubica a la mayor parte del territorio argentino en el reino Holantártico. (Ribichich 2002) Esta publicación de Takhtajan fue la propuesta por la IUBS como estándar de clasificación mundial. (Brummit 2001 citado por Ribichich 2002).
En Argentina se sigue utilizando el sistema de Cabrera (Ribichich 2002).

## Clasificación fitogeográfica según Cabrera

Fitogeografía de Argentina según Takhtajan (1986), sugerido como estándar mundial.

Mapa fitogeográfico de Catamarca (2011)

La región Neotropical corresponde a la mayor parte de América del Sur y al istmo centroamericano, área que estuvo separada de los demás continentes durante varios millones de años, por lo que su biota se desarrolló de manera aislada. Esta región se divide en cinco dominios: Caribe, Guayano, Amazónico, Chaqueño, y Andino-Patagónico, de los cuales los tres últimos se distribuyen por el territorio argentino en su porción americana. La región Antártica corresponde a sectores que formaron parte de Gondwana en el sur de América, las islas subantárticas y la Antártida Argentina, desarrollándose dos dominios: Subantártico y Antártico. La clasificación de Cabrera incluye como parte de Argentina a las islas del Atlántico Sur disputadas con el Reino Unido y al sector antártico reclamado por Argentina.

### Región fitogeográfica Neotropical
La Región fitogeográfica Neotropical según la clasificación fitogeográfica de Cabrera:

#### Dominio fitogeográfico Amazónico
El Dominio fitogeográfico Amazónico se desarrolla una vegetación que es florísticamente la más rica de la República Argentina, siendo la selva la vegetación predominante. El clima es cálido y húmedo, con precipitaciones superiores a los 2.000 milímetros anuales en algunas regiones y ocasionales heladas en invierno.

##### Provincia fitogeográfica Paranaense
A la Provincia fitogeográfica Paranaense se la conoce como selva misionera y selva parananese, y se extiende en el territorio nordeste nacional abarcando totalmente la Provincia de Misiones y parcialmente la Provincia de Corrientes. Se presenta además de manera modificada sobre las márgenes de los ríos Paraná, Paraguay y Uruguay y sus afluentes, los que brindan condiciones ambientales favorables, constituyendo las selvas en galerías que se extienden por las provincias de Formosa, Chaco, Santa Fe y Entre Ríos. Si bien Cabrera continuó agregando a las selvas en galería a esta provincia en el texto de sus trabajos, desde 1971 dejó de representarlas en los mapas, por lo que suelen no aparecer en los mapas fitogeográficos de Argentina. Esta provincia es la más rica en número de especies, el que disminuye gradualmente hacia el sur. La estructura de esta densa selva está conformada por diferentes estratos en los que se desarrollan principalmente epifitas (orquídeas), lianas, cañas, tacuaras, helechos arborescentes, palmeras (pindó) y árboles que alcanzan alturas que oscilan entre los 20 y 30 metros. Esta selva tiene su máximo desarrollo en el centro-norte del territorio misionero, facilitado por un clima subtropical sin estación seca durante todo el año. Las principales especies de esta unidad son: cedro misionero, pino Paraná, guatambú blanco, laurel negro, cancharana y palmito, entre otras. Se subdivide en dos distritos:
- Distrito fitogeográfico de las Selvas Mixtas
- Distrito fitogeográfico de los Campos y Malezales

##### Provincia fitogeográfica de las Yungas
La Provincia fitogeográfica de las Yungas, también llamada Selva Tucumano-Oranense, Tucumano-Salteña o Tucumano-Boliviana se extiende de norte a sur como una franja estrecha ocupando quebradas y faldeos de las sierras Subandinas y Pampeanas en las provincias de Jujuy, Salta, Tucumán y Catamarca. La exuberante vegetación presenta una fisonomía similar a la selva misionera pero con un número menor de especies y otras específicas de las yungas. El clima es tropical cálido, con lluvias estivales y frecuentes neblinas, siendo el relieve otro factor importante, ya que genera un gradiente altitudinal que favorece la condensación de la humedad proveniente desde el Atlántico. En el piedemonte, a unos 800 m s. n. m., existe una zona de transición con el bosque chaqueño (selva de transición), profusamente alterada por la actividad del ser humano. Desde allí, y a medida que asciende por las laderas, se presenta la selva montana. Es aquí donde la selva adquiere su mayor riqueza en especies y desarrollo, lo que van disminuyendo con la altura hasta que la selva es reemplazada por los pastizales a más de 2.500 m s. n. m. Al igual que en la selva misionera también existe una disminución gradual en el número de especies hacia el sur. Las especies arbóreas más comunes de esta área son: el jacarandá, la tipa, el laurel de la falda, el horco-molle, el nogal criollo y el aliso de río y el cedro coya, muy explotado por la calidad de su madera. Se subdivide en tres distritos:
- Distrito fitogeográfico de la Selva Pedemontana
- Distrito fitogeográfico de la Selva Montana
- Distrito fitogeográfico del Bosque Montano

#### Dominio fitogeográfico Chaqueño
El Dominio fitogeográfico Chaqueño es el de mayor extensión en el territorio nacional, y se presenta con diversas fisonomías tales como la sabana, el bosque xerófilo, los matorrales, etc. El clima es subtropical con inviernos suaves y secos, veranos cálidos y lluvias estivales. Los límites de este dominio, en el que pueden distinguirse cinco provincias fitogeográficas, son generalmente de transición con amplias zonas de ecotono.

##### Provincia fitogeográfica Chaqueña
La Provincia fitogeográfica Chaqueña se extiende en las provincias del Chaco, Formosa, Santiago del Estero, partes orientales de las provincias de Jujuy, Salta, Tucumán, La Rioja y Catamarca; las regiones septentrionales de las provincias de San Luis, Córdoba y Santa Fe; y oeste de Corrientes, el extremo sudeste de San Juan y sectores limítrofes de Mendoza en torno al río Desaguadero. Por su vasa extensión esta provincia está afectada por gradientes de precipitación, desde más de 1000 mm anuales en el sector nororiental hasta unos 400 milímetros anuales en el sudoeste. Es posible distinguir cuatro distritos en esta unidad:
- Distrito fitogeográfico Chaqueño Oriental: este distrito se ha caracterizado fundamentalmente por la explotación a lo largo de la historia del quebracho colorado chaqueño, tanto para el aprovechamiento de su madera como para la extracción de tanino.
- Distrito fitogeográfico Chaqueño Occidental: este distrito, cuya especie más representativa es el quebracho colorado santiagueño, posee una disminución de especies y de porte de los individuos arbóreos hacia el sudoeste.
- Distrito fitogeográfico Chaqueño Serrano: está ubicado en los faldeos de las Sierras Pampeanas, caracterizado por la presencia de especies arbóreas propias como el horco-quebracho, el molle de beber, el coco y la queñoa, entre otras.
- Distrito fitogeográfico de las Sabanas: se encuentra principalmente en las provincias del Chaco, Formosa, norte de Santa Fe y noroeste de Corrientes en las llanuras anegadizas. Es una zona dominada por praderas e islotes de bosques, algunos de ellos conformados por palmeras. Las principales especies de esta provincia fitogeográfica, además de las antes mencionadas, son: quebracho blanco, itín, lapacho negro, espina de corona, mistol, chañar, horco-quebracho, etc.

##### Provincia fitogeográfica del Espinal
La Provincia fitogeográfica del Espinal, también conocida como Bosque Pampeano, se extiende como un arco desde Corrientes, el norte de Entre Ríos (selva de Montiel), y las regiones centrales de las provincias de Santa Fe, Córdoba y La Pampa; centro-sur de la provincia de San Luis, sudeste de la provincia de Buenos Aires y una pequeña extensión de Río Negro. Una fracción de esta provincia son los bosques xerofíticos costeros del Paraná, el Río de la Plata y el mar Argentino hasta las cercanías de Mar del Plata. Si bien Cabrera continuó agregando a esta fracción a esta provincia en el texto de sus trabajos, desde 1971 dejó de representarla en los mapas, por lo que suele no aparecer en los mapas fitogeográficos de Argentina. En la actualidad es muy difícil observar la vegetación autóctona como resultado de la transformación realizada a causa de la expansión agropecuaria. Esta unidad presenta de norte a sur importantes variaciones climáticas, como por ejemplo las precipitaciones que varían de unos 1.100 milímetros anuales como máximo en Corrientes y Entre Ríos hasta un mínimo de 350 milímetros anuales en el oeste de La Pampa. La vegetación predominante de esta unidad es el bosque xerófilo abierto, caducifolio y estepas arbustivas, siendo el algarrobo la especie característica. Se subdivide en tres distritos:
- Distrito fitogeográfico del Ñandubay: en Entre Ríos y Corrientes.
- Distrito fitogeográfico del Algarrobo: en Santa Fe, Córdoba y Buenos Aires.
- Distrito fitogeográfico del Caldén: en Córdoba, San Luis, La Pampa, Buenos Aires y Río Negro.

##### Provincia fitogeográfica Pampeana
La Provincia fitogeográfica Pampeana, también llamada pradera pampeana, se encuentra ubicada en llanuras orientales de Argentina, extendiéndose en las planicies de las provincias de Buenos Aires, Córdoba, Santa Fe, La Pampa, Entre Ríos, San Luis y el extremo sureste de Corrientes. Domina a esta unidad la estepa de gramíneas, la cual se ve modificada principalmente en función de las variaciones del clima, especialmente la disminución de precipitaciones de nordeste a sudoeste (de 1.000 a 600 mm anuales aproximadamente). Esta provincia fitogeográfica, caracterizada por la ausencia de ejemplares arbóreos, está constituida por fértiles suelos que han motivado el desarrollo de las mayores actividades agrícolas del país y del mundo. Se subdivide en cuatro distritos:
- Distrito fitogeográfico Pampeano Uruguayense
- Distrito fitogeográfico Pampeano Oriental
- Distrito fitogeográfico Pampeano Occidental
- Distrito fitogeográfico Pampeano Austral

##### Provincia fitogeográfica del Monte
La Provincia fitogeográfica del Monte está ubicada en el oeste del territorio nacional, en la denominada diagonal árida. Esta unidad se extiende desde la provincia de Salta al norte, las zonas centrales de las provincias de Tucumán, Catamarca y La Rioja, las zonas centro-orientales de las provincias de San Juan, Mendoza y del Neuquén, centro-oeste de La Pampa, nordeste de las provincias de Río Negro y del Chubut, el extremo sur de Buenos Aires y el extremo sudoeste de San Luis. El clima de esta unidad está caracterizado por la escasa variación de temperatura de norte a sur y por la aridez, ya que las precipitaciones no superan los 200 milímetros anuales. La vegetación es la estepa arbustiva xerófila y halófila, acompañada, en algunas áreas de napa freática poco profunda, por bosques de algarrobos. Las especies más características son las jarillas y el retamo.

##### Provincia fitogeográfica Prepuneña
La Provincia fitogeográfica Prepuneña se desarrolla en las secas laderas y quebradas del Noroeste argentino, desde Jujuy hasta La Rioja, pasando por Salta, Catamarca, Tucumán y una pequeña porción de San Juan, entre los 1000 y 3000 m s. n. m. La vegetación es una estepa arbustiva adaptada a un ambiente agreste y en donde predominan especies como la jarilla, chañar brea, jarilla macho, churqui y cactáceas columnares conocidas como cardones.

#### Dominio fitogeográfico Andino-Patagónico
El Dominio fitogeográfico Andino-Patagónico se desarrolla desde la Puna en el extremo noroeste del país, la Cordillera de los Andes y la mayor parte de la Patagonia argentina. El clima de esta unidad es muy riguroso y frío, con precipitaciones nivales en invierno.

##### Provincia fitogeográfica Puneña
La Provincia fitogeográfica Puneña está ubicada en el Noroeste del país desde el límite argentino-boliviano en la provincia de Jujuy hasta el norte de Mendoza, pasando por las provincias de Salta, Catamarca, La Rioja y San Juan, ocupando las altiplanicies y montañas. Posee un clima frío y seco, con una marcada amplitud térmica diaria y precipitaciones estivales que disminuyen de norte a sur y de este a oeste. La vegetación dominante es una estepa arbustiva muy abierta que se caracteriza por la presencia de individuos adaptados a la sequedad con raíces muy desarrolladas, tallos que acumulan agua, hojas reducidas o ausentes, etc. En las laderas y quebradas se encuentran, ya sea en grupos o en forma aislada, especies arbóreas como la queñoa, y el churqui. Otras especies relevantes son: tolilla, lejía y la tola.

##### Provincia fitogeográfica Altoandina
La Provincia fitogeográfica Altoandina, también llamada desierto o Páramo andino, se diferencia climáticamente de la Puna por presentar con una condición de menor aridez, nieve la mayor parte del año y fuertes vientos. Se encuentra en las zonas de alta montaña descendiendo paulatinamente hacia el sur, desde Jujuy (4000 m s. n. m.), Salta, Catamarca, Tucumán, La Rioja, San Juan, Mendoza (3000 m s. n. m.), en las provincias del Neuquén y Río Negro (2000 m s. n. m.), Chubut, Santa Cruz, hasta los 500 m s. n. m. en la isla Grande de Tierra del Fuego, su límite austral. La vegetación predominante es estepa de gramíneas, caméfitos y arbustiva. Se distinguen 3 distritos:
- Distrito fitogeográfico Altoandino Quechua, más templado y seco;
- Distrito fitogeográfico Altoandino Cuyano, más húmedo
- Distrito fitogeográfico Altoandino Austral, el más húmedo de los tres distritos.

##### Provincia fitogeográfica Patagónica

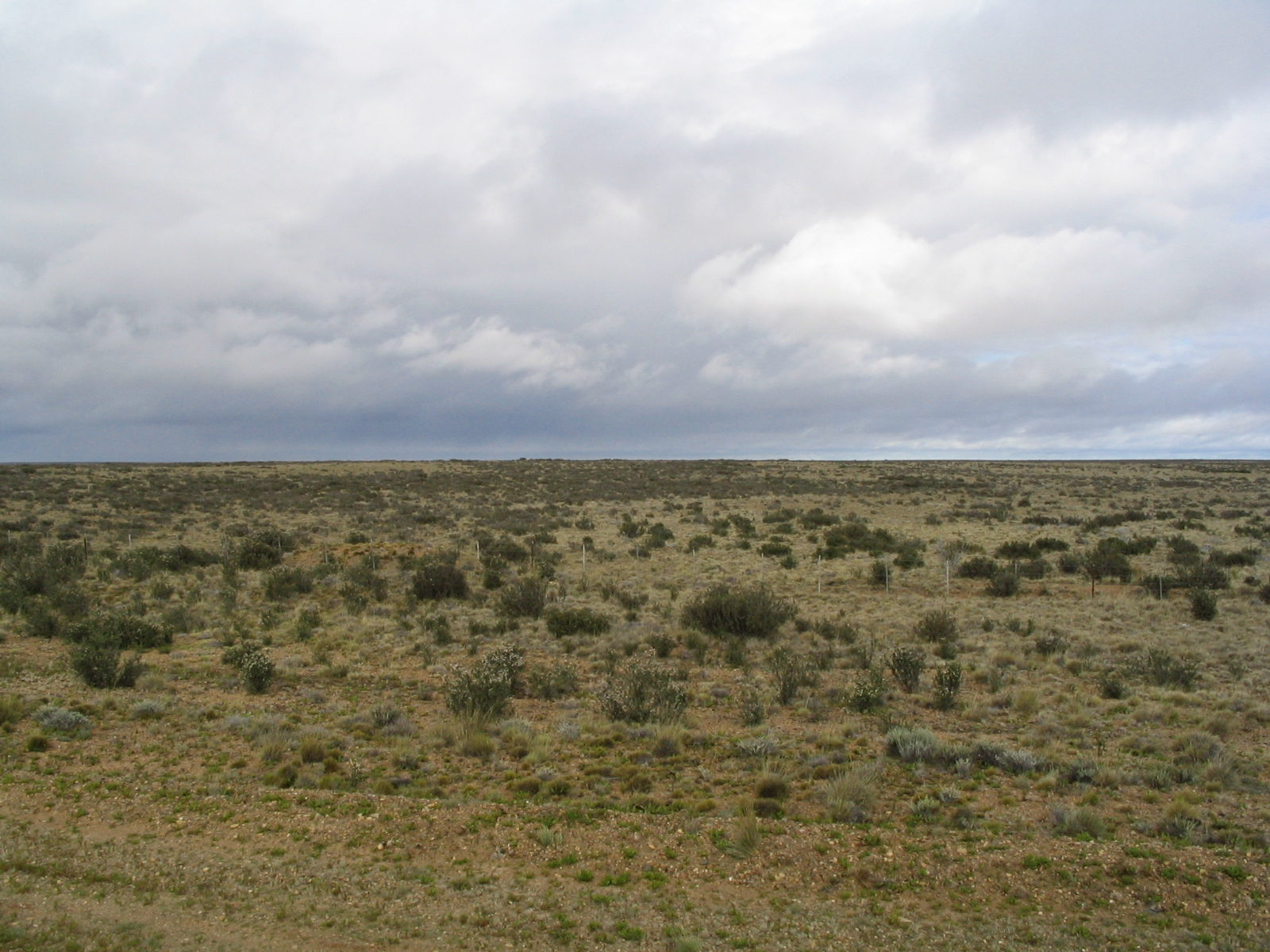
Vegetación esteparia en la región patagónica.

La Provincia fitogeográfica Patagónica, también llamada estepa o desierto patagónico abarca una extensa superficie del territorio nacional, desde el sur de la provincia de Mendoza, hasta el sector norte de la isla Grande de Tierra del Fuego, pasando por Neuquén, Río Negro, Chubut y Santa Cruz. La península Valdés en el Chubut fue asignada por Cabrera a este dominio como área aislada en todos sus mapas, excepto en los realizados en conjunto con Willink, publicados en 1973 y 1980, sobre la fitogeografía de América Latina, en donde la asignó a la provincia del Monte, difiriendo también el resto de los límites chubutenses entre ambas provincias. El clima es frío y seco, con grandes vientos del oeste, y gran amplitud térmica anual. La vegetación, graduada por la humedad, se incrementa hacia el oeste y está dominada por una estepa de arbustos hacia el este, y de gramíneas hacia el oeste. Las especies características son: solupe negro, melosa, duraznillo, coirón negro, molle y mata negra entre otras.
Se subdivide en 6 distritos:
- Distrito fitogeográfico de la Payunia
- Distrito fitogeográfico Patagónico Occidental
- Distrito fitogeográfico Patagónico Central
- Distrito fitogeográfico del golfo San Jorge
- Distrito fitogeográfico Patagónico Subandino
- Distrito fitogeográfico Patagónico Fueguino

### Región Antártica
Se extiende por la Antártida, el sur de América y Nueva Zelanda, sectores que formaron parte del extremo sur del supercontinente Gondwana.

#### Dominio fitogeográfico Subantártico
El Dominio fitogeográfico Subantártico está ubicado en los Andes Patagónico-Fueguinos extendiéndose hacia el sur del paralelo 36º Sur a través de una estrecha franja y en el sector insular del Atlántico Sur. El clima es frío, muy húmedo y con abundante nieve en invierno.

##### Provincia fitogeográfica Subantártica
La Provincia fitogeográfica Subantártica, también conocida como Bosque Austral o Bosques Andino-Patagónicos, se extiende en forma interrumpida a través de la cordillera de los Andes en el extremo occidental de las provincias patagónicas hasta la isla de los Estados. Neuquén, Río Negro, Chubut, Santa Cruz y Tierra del Fuego. La vegetación predominante es el bosque caducifolio y el perennifolio, el que es favorecido por una disminución general de la altitud de la cordillera y por la disposición trasverles de los valles que posibilitan el paso de la humedad proveniente del océano Pacífico. Dentro de esta unidad se distinguen diferentes distritos según su vegetación principal: el pehuén (araucaria), el calafate, los bosques caducifolios de lenga y criprés, el arrayán y los bosques perennes de guindo, canelo y ten, entre otros. Se subdivide en 4 distritos:
- Distrito fitogeográfico Subantártico del Pehuén
- Distrito fitogeográfico Subantártico del Bosque Caducifolio
- Distrito fitogeográfico Subantártico Valdiviano
- Distrito fitogeográfico Subantártico Magallánico

##### Provincia  Insular
En esta unidad, situada en las islas del Atlántico Sur (Malvinas, Georgias del Sur y Sandwich del Sur), predomina la vegetación de praderas de gramíneas, turba y tundra. Su clima se caracteriza por el frío, la humedad y los fuertes vientos.

#### Dominio  Antártico

##### Provincia  Antártica
La Provincia fitogeográfica Antártica se extiende al sur del paralelo 60° S en la Antártida Argentina. Su clima es muy frío, con hielos durante todo el año y vientos de alta intensidad y frecuencia. La vegetación se caracteriza por la presencia de la tundra, constituida por líquenes, musgos y algas.